# Шела Доног'ю
Шела Доног'ю (англ. Shelagh Donohoe, 22 січня 1965) — американська академічна веслувальниця.
Срібна призерка Олімпійських Ігор 1992 року в складі розпашної четвірки без стернової.